# Powiat newelski
Powiat lub ujezd newelski – dawny powiat województwa połockiego a później guberni witebskiej. Siedzibą było miasto Newel, w XXI wieku w obwodzie pskowskim Federacji Rosyjskiej.
Marszałkami szlachty powiatu newelskiego w latach 1783–1863 byli: Koniński, Bohomolec, Wyszyński, Szyszko, Chrzanowski, Duwa, Łosowski, Petrykowski, Rodziewicz.